# My Angel (EP)
My Angel è un EP pubblicato nel 1991, la prima produzione ufficiale degli Arcturus.
Si tratta di un 7" stampato dalla Putrefaction Records in 1100 copie. È stato distribuito in tre varianti, rispettivamente con copertina gialla blu, e verde.
È stato registrato e mixato allo Studio S, in Norvegia, nel marzo 1991, e prodotto dal gruppo stesso. Cover art by Snorre Ruch.
Il brano My Angel è dedicato da Marius a "Danna".
La formazione è la stessa dei Mortem, con Hellhammer in pianta stabile nel gruppo.

## Tracce
Lato A
- My Angel (5:55)

Lato B
- Morax (6:27)

## Formazione
- Marius (voce, basso)
- Steinar (chitarre, tastiere)
- Jan (batteria)